# Camiel
Camiel is een voornaam, afkomstig van de Latijnse naam Camillus. Die naam is op zijn beurt waarschijnlijk via de Etruskische varianten Camitlnas en Catmilna ontleend aan het Griekse kadmiloi. De kadmiloi waren de dienaren in een Griekse cultus.

## Naamdragers
Onder meer de volgende personen dragen deze naam: 
- Camiel Annys - Belgisch glazenier
- Camiel van den Bergh - Nederlands wielrenner
- Camiel Van Breedam - Belgisch kunstenaar
- Camiel Eurlings - Nederlands bestuurder en politicus
- Camiel Hillewaere - Belgisch politicus en burgemeester
- Camiel Huysmans - Belgisch journalist en politicus
- Camiel Libbrecht - Vlaams activist
- Camiel Moeyaert - Belgisch journalist
- Camiel Mostaert - Belgisch politicus
- Camiel Schuermans - Belgisch brouwer en burgemeester
- Camiel Struyvelt - Belgisch politicus
- Camiel Verhamme - Belgisch politicus en burgemeester
- Camiel Vyncke - Belgisch wielrenner